# Pančevo
Pančevo (en serbio: Панчево, Lit. «Panchevo») es una ciudad serbia, capital del distrito de Banato del Sur, en la provincia de Voivodina. Desde el siglo XII fue un centro del comercio. Fue ocupada por las fuerzas del Eje en 1941, aunque gracias a las tropas soviéticas y guerrilleros yugoslavos fue liberada de nuevo en 1944. En 2002 tenía una población de 122 717 habitantes.

## Denominación
A esta ciudad serbia se la conoce con distintos nombres:
- En serbio: Pančevo (Панчево)
- En húngaro: Pancsova
- En turco: Pançova
- En alemán: Pantschowa
- En rumano: Panciova
- En eslovaco: Pánčevo
- En ruteno: Панчево

## Historia
El primer registro histórico de la ciudad es del siglo XII. La ciudad pertenecía al Reino de Hungría en el siglo XVI, cuando pasó a formar parte del Imperio otomano. Durante la dominación otomana, la ciudad fue parte de la provincia otomana de Temeşvar y fue un gran asentamiento de población principalmente de etnia serbia. 

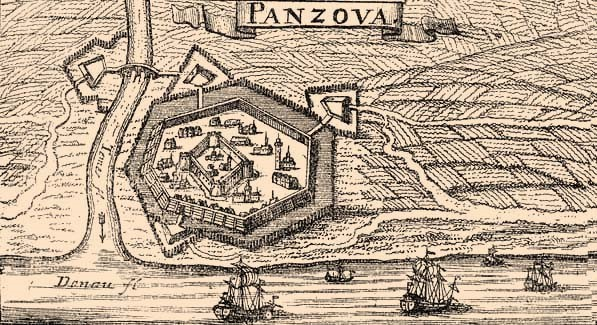
Pančevo en 1718

Desde 1716, la ciudad pasó a estar bajo el dominio de los Habsburgo, y quedó incluida en la provincia militar de Banato bajo el nombre de Temeşvar. En 1751, la parte norte de la provincia se encontraban bajo la administración civil, mientras que el sur (incluyendo Pančevo) se incluyeron en frontera militar (Banato Krajina). Durante este tiempo la ciudad se dividió en dos municipios, uno serbio y otro alemán. De acuerdo con los datos de 1767, la población del municipio serbio fue numerada en 424 familias, mientras que la población del municipio alemán fue numerada en 132 familias. De acuerdo con los datos de 1787, la población de la ciudad se compone de 3506 cristianos ortodoxos y 2005 católicos. La ciudad fue devuelta brevemente a administración otomana (de 1787 a 1788. En 1794, se unieron los dos municipios en una misma ciudad.
En 1848/1849 Pančevo formaba parte del voivodato serbio, una región autónoma serbia dentro del Imperio austríaco, pero en 1849 volvió bajo la administración de la frontera militar. En 1873 los banatos de la frontera militar fueron abolidos y la ciudad se incluyó en el condado de Torontál. Según el censo de 1910 la población de la ciudad era de 20 808, de los cuales 8714 eran de lengua serbio, 7467 en lengua alemana, 3364 en idioma húngaro, etc. Desde 1918, formó parte del Reino de los Serbios, Croatas y Eslovenos (posteriormente llamado Yugoslavia). De acuerdo con los datos de 1921 la población de la ciudad descendió hasta los 19 362 habitantes.

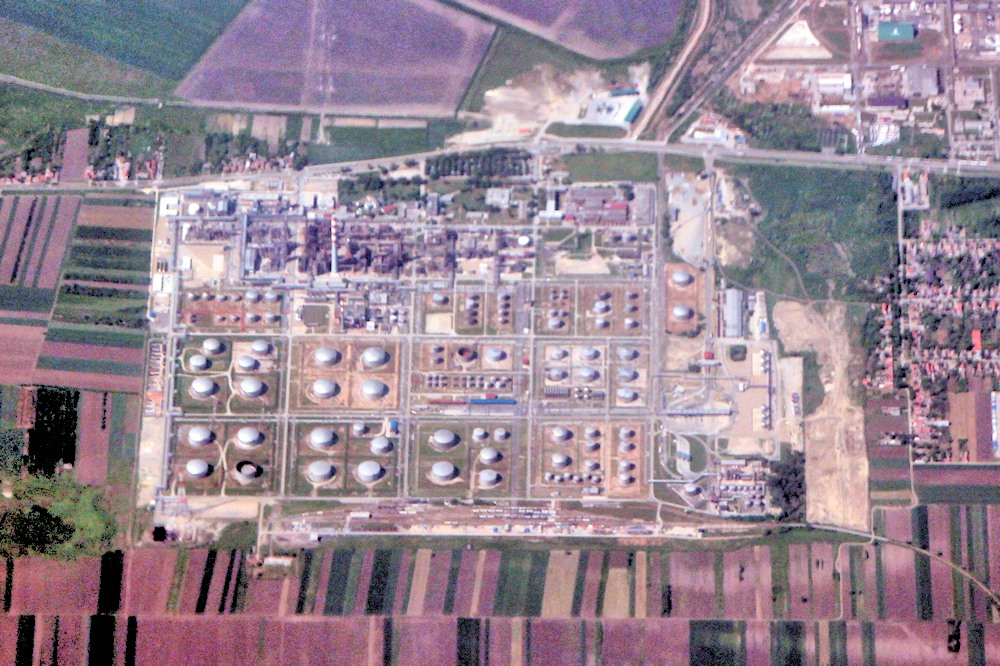
Refinería de petróleo de Pančevo en el

Entre 1941 y 1944, Pančevo se encuentra bajo la ocupación de la Alemania nazi siendo parte de las regiones autónomas serbias ocupadas. En 1941 los soldados de la División Großdeutschland perpetraron crímenes de guerra contra la población serbia cuando ejecutaron a 32 civiles en venganza por la muerte anterior de un soldado alemán abatido por los partisanos. Desde 1944 la ciudad fue parte de la nueva Yugoslavia socialista, y desde 1945 es parte de la provincia autónoma de Voivodina. Desde 1992 hasta 2003 la ciudad formaba parte de la República Federal de Yugoslavia, entre 2003 y 2006 formó parte de la Unión Estatal de Serbia y Montenegro y a partir del año 2006 la ciudad forma parte del Estado independiente de Serbia. En 1999 la ciudad fue fuertemente bombardeada por las fuerzas de la OTAN al poseer objetivos militares como la refinería de petróleo, la fábrica de aviones Lola-Utva y plantas químicas.

## Localidades
El municipio incluye la ciudad de Pančevo, las ciudades de Kačarevo y Starčevo, y las siguientes localidades: 
- Banatski Brestovac
- Banatsko Novo Selo
- Glogonj
- Dolovo
- Ivanovo
- Jabuka
- Omoljica

## Ciudades hermanadas
- Boulogne Billancourt (Francia)
- Neápolis (Grecia)
- Prijedor (Bosnia-Herzegovina)
- Reşiţa (Rumanía)
- Zaanstad (Países Bajos)